# Дмитрий (князь брянский)
Дмитрий Романович или Александрович (? — после 1352) — русский князь из рода Рюриковичей, князь брянский (1314?—1334, 1340—1352). Традиционно считается представителем смоленских Ростиславичей на брянском престоле. По другой версии, был представителем местной брянской династии, имел княжеское имя Ярослав и был также великим князем черниговским. Время его правления совпало с усилившейся экспансией Великого княжества Литовского и Московского княжества, поэтому он был вынужден лавировать между ними и Золотой Ордой и дважды терял брянский престол.

## Биография
В летописи Дмитрий с отчеством Романович упоминается под 1311 годом в связи с новгородским походом на емь за море (по льду Финского залива).
Поход на Смоленское княжество
В 1333 или 1334 году Дмитрий провёл поход на Смоленское княжество с татарами. Существуют две версии этого похода:
1. Князь Дмитрий сделал это по велению хана Узбека, так как смоленский князь Иван Александрович сотрудничал с соперником Золотой Орды Великим княжеством Литовским. В поход Дмитрий выступил вместе с татарскими мурзами Калнтаем и Чиричем. Однако, брянский князь не столько сражался со своим родичем, сколько имитировал борьбу; в результате заключил со Смоленском «мирное докончание».
2. Дмитрий добивался смоленского престола и сам попросил о помощи татар.

Дмитрий вместе с татарами напал на Смоленск, но битва окончилась его поражением. В результате Иван Александрович и Дмитрий примирились.
Однако этой ситуацией в своих целях решил воспользоваться московский князь Иван I Калита. Он уговорил смоленского князя Ивана Александровича, и, в результате, в том же году брянский престол перешёл к Глебу Святославичу, но сами брянцы не хотели видеть своим князем Глеба Святославича, как и его отца.
Гибель Глеба Святославича
Брянский князь Глеб Святославич правил около шести лет.
31 марта 1340 года в Московском княжестве умер Иван Калита, что стало толчком к росту влияния великого княжества Литовского на пограничных землях .В частности, смоленский князь отказался платить дань Орде и вступил в союз с Литвой, а брянцы восстали и убили князя Глеба, сторонника Москвы. Новый князь московский, сын Калиты Семён Иванович Гордый с ордынцами безуспешно осаждал Смоленск и в брянские дела вмешиваться не стал, а женил своего брата Ивана II Красного на дочери Дмитрия Феодосии, которая, впрочем, уже в 1342 году умерла.
По словам летописца, брянцы, «злые крамольники», сошлись 6 декабря 1340 года, в день Николая Угодника, на вече и убили князя Глеба, несмотря на увещевания митрополита киевского Феогноста. Сын Глеба Александр бежал во Псков, где стал князем Псковским.
Второй период правления
В начале 1350-х годов Семён Гордый смог вынудить Ивана смоленского отступить от союза с Литвой, что ощутил на себе и Брянск: Дмитрий был смещён великим князем смоленским Иваном Александровичем, который посадил в Брянске предположительно сына Василия. Датой этого события иногда указывается 1352 год, но, в любом случае, не позднее 1356 года, когда Василий умер, а Брянск был захвачен литовцами (в 1350-е годы, после отказа Ивана смоленского под давлением Москвы от союза с Литвой, литовцы захватили все основные смоленские уделы севернее и южнее Смоленска). Дальнейшая судьба Дмитрия Брянского, как и дата его смерти, неизвестна. Известно, что князь Дмитрий умер от чумы вскоре после смещения.

## Происхождение

### Сын Романа Глебовича смоленского
Согласно основной современной версии, Дмитрий был сыном Романа Глебовича смоленского и одним лицом с Дмитрием Романовичем, упомянутым в походе на емь в 1311 году. В этом случае Дмитрий был двоюродным братом своему предшественнику на брянском престоле Василию и Ивану смоленскому Александровичам и Глебу Святославичу, убитому брянцами в 1340 году. Горский А. А. считает Александра Глебовича и его сына Ивана старшими представителями своих поколений, на этом основании занимавшими смоленский престол. Если Дмитрий был Романовичем, то, возможно, был смещён в середине 1350-х годов родным братом Василием
Родословие (традиционная версия)
- Глеб Ростиславич (князь смоленский) (1278)
  - Александр Глебович (1313)
    - Василий Александрович (князь брянский) (1314)
    - Иван Александрович (князь смоленский) (1359)

  - Роман Глебович (князь новгородский)
    - Дмитрий брянский

  - Святослав Глебович (князь брянский) (1310)
    - Глеб Святославич (князь брянский) (1340)

### Сын Романа или Святослава Глебовича смоленских
Экземплярский А. В. считал Дмитрия сыном Святослава или Романа, но, во всяком случае, сыном старшего из Глебовичей. Если Дмитрий был Святославичем, то он был двоюродным братом Василия брянского и Ивана смоленского Александровичей и родным братом Глеба, убитого брянцами в 1340 году. Согласно родословиям, у Святослава Глебовича был внук Иван Дмитриевич Шах, что говорит о существовании Дмитрия Святославича, не отождествляемого, однако, с Дмитрием брянским. Кроме того, версия Экземплярского означает, что отец Дмитрия был старшим братом Александра смоленского, а значит Брянск был более престижным столом.

### Сын Александра Глебовича смоленского
По третьей версии, Дмитрий мог быть сыном Александра Глебовича, то есть родным младшим братом Василия брянского и Ивана смоленского Александровичей. Войтович Л. В. не отождествляет Дмитрия брянского с Дмитрием Романовичем, участвовавшим в походе на емь в 1311 году, но ошибочно считает Дмитрия брянского участником Куликовской битвы (1380). Версия осложняется тем, что если первая жена Ивана Калиты Соломонида была дочерью Александра Глебовича, то её сын Иван Красный не мог быть женат на дочери Дмитрия.

### Из местной брянской династии (Романа Старого)
Как правило, поз.77 Любецкого синодика Вел(икого) Кн(я)зя Димитрия черн(иговского) и брата его Кн(я)зя Ивана толкуется историками как указывающая на Дмитрия-Корибута и Ивана-Скиргайла Ольгердовичей. Однако, Иоанн-Скиргайло упомянут отдельно на поз.78. Кроме того, поскольку на поз.141 Введенского синодика — Кн(з) Иванна Василиевича, Вели(к) Князя Димитриева внука, то некоторые историки идентифицируют этого великого князя черниговского Дмитрия как Рюриковича, а именно Дмитрия брянского, соответственно считают, что у него был брат Иван и сын Василий, и к нему же относят запись в синодике Духовского монастыря Переяславля-Рязанского Ярослав Дмитрий Черниговский и сын его Роман. Сторонники местного, брянского происхождения Дмитрия считают его дядей или старшим братом Михаила Александровича черниговского.
При этом Михаил и Фёдор могли быть сыновьями как рассматриваемого Дмитрия, так и Дмитрия черниговского с поз.42 Любецкого синодика, жившего на несколько поколений ранее, в XIII веке.

## Семья и дети
Жена — неизвестна.
Дети
- Феодосия Дмитриевна — с 1341 года супруга московского князя Ивана II Ивановича.
- Александра Дмитриевна
- Елена (княгиня кашинская)?

Предположительно
- Роман
- Михаил
- Фёдор
- Василий

## Комментарии
1. ↑  Год смерти его предшественника Василия Александровича брянского. Первое упоминание Дмитрия в Брянске в 1333/34 гг.
2. ↑  На тот момент, также, князь Новгородский и великий князь Владимирский.
3. ↑  Исследователь отождествил данного князя с возможным родоначальником рода Всеволожей[6]. Однако существует и другая версия происхождения Александра Всеволожца[7].